# 오오쿠 (1983년)
오오쿠(大奥, 1983년)는 1983-1984년 사이에 방영된 일본의 간사이TV의 시대극 드라마이다. 이 이야기는 에도 시대의 오오쿠를 배경으로 하며, 역사적 사실을 바탕으로 한 픽션 드라마이다. 오오쿠는 수천 명의 여성이 한 명의 도쿠가와 쇼군을 위해 일하며, 여성들이 거주하던 에도 성 내부에 있는 여성들만 거주하는 공간을 뜻한다.

## 출연진
- 오에요 (배우 : 쿠리하라 코마키)
- 도쿠가와 이에야스 (배우 : 와카야마 토미사부로)
- 도쿠가와 히데타다 (배우 : 나카무라 카츠오)
- 도쿠가와 이에미츠 (배우 : 오키 마사야)
- 카스가 부인 (배우 : 오타니 나오코, 와타나베 미사코)
- 소신니 (배우 : 타카미네 미에코)
- 센히메 (배우 : 카토 하루코)
- 아스카이 (배우 : 쿠사부에 미츠코)
- 도쿠가와 이에쓰나 (배우 : 타나카 켄)
- 도쿠가와 츠나요시 (배우 : 츠구와 마사히코)
- 노부코 (배우 : 츠카사 요코)
- 우에몬노스케 노 츠보네 : 카지 메이코)
- 도쿠가와 이에노부 (배우 : 츠유구치 시게루)
- 겟코인 (배우 : 이시다 아유미, 에나미 쿄코)
- 유리 (배우 : 야마다 이즈즈)
- 도쿠가와 요시무네 (배우 : 카가 타케시)
- 도쿠가와 이에하루 (배우 : 호소카와 토시유키)
- 도쿠가와 이에나리 (배우 : 탐바 테츠로)
- 도쿠가와 요시노부 (배우 : 야마모토 가쿠)